# Omo Power
Omo Power, of in het buitenland ook wel Persil Power (De merknaam Persil is in Engeland, Ierland en Frankrijk eigendom van Unilever. In andere landen (waaronder Nederland en Duitsland) is de merknaam Persil eigendom van concurrent Henkel KGaA) was een wasmiddel dat ontwikkeld en verkocht werd door Unilever vanaf 1993. Omo Power was daarmee de opvolger van gewone Omo dat toen al 40 jaar op de Nederlandse markt was. Het grootste voordeel van Omo Power was dat het witter waste bij een lagere temperatuur. Het verdween uiteindelijk weer van de markt omdat Omo Power verdacht werd voor gaten in het textiel te kunnen zorgen.

## Lancering Omo Power
Begin jaren 90 van de twintigste eeuw was er een heuse wasmiddelenoorlog tussen de verschillende producenten. Na de introductie van Ariel Ultra van de concurrent zakte de omzet van Omo, en moest het ook met een verbetering komen. Onderzoekers vonden een combinatie van chemicaliën die het wasproces significant effectiever maakten, maar het promotieteam was terughoudend om de formule van een toch succesvol product zo ingrijpend te veranderen. Dit naar aanleiding van de introductie van Dash, een concurrent, van een nieuwe formule die bij een deel van de bevolking allergische reacties bleek op te roepen. Met een grote reclamecampagne lanceerde Unilever het nieuwe Omo Power. In de eerste weken was de verkoop van Omo Power meer dan bevredigend en won Omo marktaandeel van Ariel terug. Unilever verklaarde "Omo Power is een revolutionaire doorbraak in wasmiddelen en is het grootste wat we ooit gedaan hebben". Maar al snel bleek dat er zich een aantal problemen voordeed.

## Problemen
De wasmiddelenoorlog kwam echter pas echt op het hoogtepunt nadat de concurrent Procter & Gamble Omo Power door diverse onderzoeksinstituten zoals TNO had laten onderzoeken. Uit deze onderzoeken bleek dat Omo Power voor gaten in het textiel kon zorgen. 
Dit kwam doordat de katalysator ervoor zorgde dat het wasmiddel eigenlijk té sterk was, waardoor ook de katoenvezels geoxideerd werden door het waterstofperoxide (H2O2). Verder bleek dat veel mensen uit gewoonte bleven wassen op hogere temperaturen dan waarvoor Omo Power bedoeld was. Dit verhoogde de effectiviteit van het wasmiddel.
Procter en Gamble nutte deze tekortkoming fors uit, door in verschillende landen campagnes te starten om het publiek op de tekortkomingen van Omo Power te wijzen
Procter & Gamble beweerde ten tijde van de ophef al ruim 20 jaar op de hoogte te zijn van de werking van mangaancomplexen en, gelet op de potentiële beschadiging van textielvezels, bewust niet tot introductie te zijn overgegaan.
Mede als gevolg van deze campagne werd het groots geïntroduceerde 'Omo Power' spoedig uit de schappen gehaald. In de Engelse markt lijkt het probleem vergeten, en heeft Persil (de Britse variant van Omo) weer het grootste marktaandeel bereikt. In de Nederlandse situatie wist Omo nooit meer geheel te herstellen en werd het marktaandeel van voor de affaire (circa 10%) nooit meer geëvenaard.
Unilever heeft later wel dezelfde katalysator met succes toegevoegd aan vaatwasmiddellen, want glas en keramiek kunnen goed tegen de hoge activiteit.

## Werking
Voordat de revolutie op wasmiddeltechnisch gebied begon, werd de witwas meestal nog gewassen met wasmiddelen die waterstofperoxide vormden. Het nadeel hiervan was echter dat waterstofperoxide de reactiviteit verloor wanneer er niet werd gewassen op hoge temperatuur. Op een gegeven moment is het peroxy-azijnzuur geïntroduceerd, was bruikbaar was tot 40 - 60 graden Celsius. Dit was al een hele vooruitgang, maar Omo zocht naar nog betere stoffen om mee schoon te maken. Het wassen op lagere temperaturen had namelijk een groot kostenbesparend effect door de lagere hoeveelheid benodigde energie. Begin jaren 90 werd onderzocht of misschien het gebruik van katalysatoren zou kunnen helpen om op lagere temperatuur te wassen. Hierbij werd onderzoek gedaan naar overgangsmetaalcomplexen, en in het bijzonder naar ijzer- en mangaancomplexen. Dit omdat die het minst schadelijk leken voor het milieu.
Er werd een serie mangaancomplexen ontdekt, afgeleid van 1,4,7-trimethyl-1,4,7-triazacyclononaan, 1,4,7-tri(hydroxymethyl)-1,4,7-triazacyclononaan of een dimeer van de eerstgenoemde stof, welke de bleking door waterstofperoxide goed bleken te kunnen katalyseren. Toevoeging van enkele μM van sommige van de producten leidde al tot een verhoging van de activiteit van enkele orden van grootte bij pH 10 bij testoplossingen in het laboratorium. Door de toevoeging van de katalysator waste Omo Power witter en bij een lagere temperatuur.